# Vllaznia Shkodër

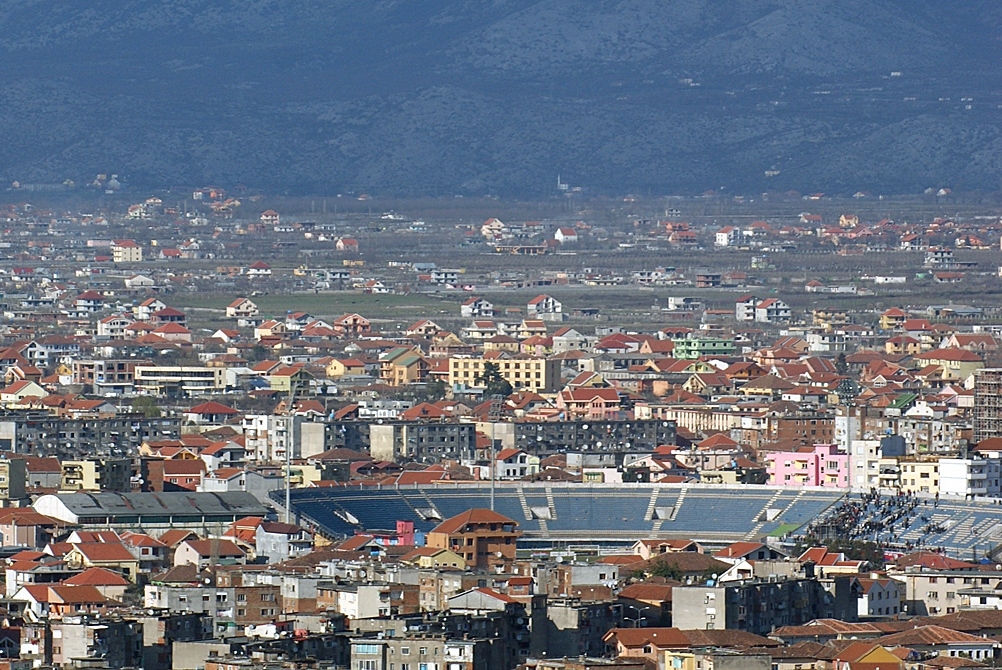
Vy över centrala Shkodra, med Vllaznias hemmastadion Loro Boriçi-stadion i centrum.

Vllaznia Shkodër (fullständigt namn: Klubi Sportiv Vllaznia Shkodër) är en albansk fotbollsklubb baserad i den nordalbanska staden Shkodra. Klubben grundades år 1919. KS Vllaznia har vunnit den albanska ligan 9 gånger och vunnit den albanska cupen 6 gånger. Vllaznia spelar sina hemmamatcher på Loro Boriçi-stadion i Shkodra.
Internationellt har Vllaznia hittills bara lyckats ta sig till kvalomgångarna i de olika europeiska cuperna UEFA-cupen, UEFA Champions League, Uefa Europa League samt Cupvinnarcupen i fotboll. Som längst har klubben nått den andra kvalomgången. Flera kända albanska fotbollsspelare har spelat i klubben, däribland Hamdi Salihi och Klodian Duro, vilka även har varit viktiga för Albaniens herrlandslag i fotboll.

## Placering tidigare säsonger
| Säsong    | Nivå | Liga                     | Placering | Webbplats |
| --------- | ---- | ------------------------ | --------- | --------- |
| 2007/2008 | 2    | Kategoria e Parë         | 7         | [ 2 ]     |
| 2008/2009 | 2    | Kategoria e Parë         | 2         | [ 3 ]     |
| 2009/2010 | 1    | Kategoria Superiore      | 6         | [ 4 ]     |
| 2010/2011 | 1    | Kategoria Superiore      | 3         | [ 5 ]     |
| 2011/2012 | 1    | Kategoria Superiore      | 7         | [ 6 ]     |
| 2012/2013 | 1    | Kategoria Superiore      | 6         | [ 7 ]     |
| 2013/2014 | 1    | Kategoria Superiore      | 8         | [ 8 ]     |
| 2014/2015 | 1    | Kategoria Superiore      | 7         | [ 9 ]     |
| 2015/2016 | 1    | Kategoria Superiore      | 6         | [ 10 ]    |
| 2016/2017 | 1    | Kategoria Superiore      | 7         | [ 11 ]    |
| 2017/2018 | 1    | Kategoria Superiore      | 9         | [ 12 ]    |
| 2018/2019 | 2    | Kategoria e Parë (A gr.) | 1         | [ 13 ]    |
| 2019/2020 | 1    | Kategoria Superiore      | 8         | [ 14 ]    |
| 2020/2021 | 1    | Kategoria Superiore      | 2         | [ 15 ]    |
| 2021/2022 | 1    | Kategoria Superiore      | 5         | [ 16 ]    |
| 2022/2023 | 1    | Kategoria Superiore      | 4         | [ 17 ]    |